# 大館城攻城戦
大館城攻城戦（おおだてじょうこうじょうせん）は、戊辰戦争の一つ秋田戦争で、慶応4年8月21日（1868年10月7日）に盛岡藩軍が久保田藩（秋田藩）領の大館城（現在の秋田県大館市）を攻撃した戦闘である。
盛岡藩は十二所の戦いで、圧倒的な兵員と新式銃・大砲で攻め込み十二所・扇田地区を占領し、大館城に迫っていた。扇田村を占領された久保田藩は、戦国時代さながらの火縄銃ばかりで新式銃はわずか5丁と絶望的に劣っていたものの、南方で起きていた庄内藩との戦闘の残存部隊をやりくりして大館城を防衛しようとした。大館城の北にあった弘前藩は、対馬鉄砲隊を大館に移動させ、さらに藩境に部隊を展開させていた。

## 経緯

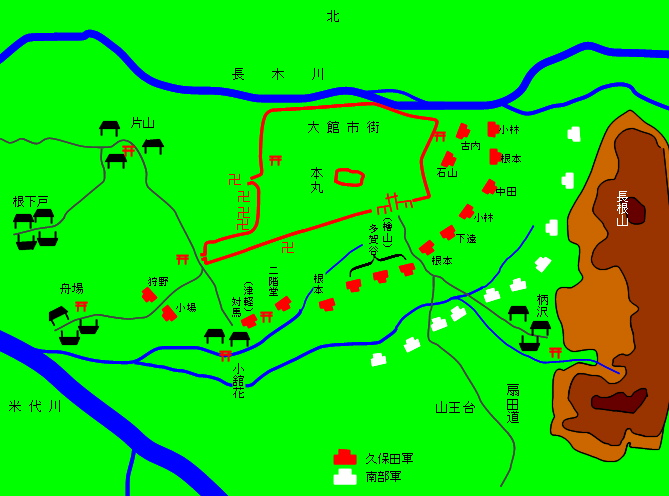
大館城攻城戦・戦闘図(大館市史3巻より)

8月20日、盛岡藩軍は扇田村を占領し、火をつけて焼き払った。
久保田藩は北部の雪沢口への総攻撃を計画していたが、敗戦の報が入ると戦線を縮小、大館城を守備するため城の周辺に布陣した。布陣は東は長根山の山際から西は米代川の沿岸まで、一里余に渡った。兵力はまたぎ隊や農兵隊を加え500余名であった。
8月21日、盛岡藩軍は大館城を攻略しようと渡河を開始した。総隊が集結したのが午前8時で、直ちに進撃に移ったが、側面の山館村にいた久保田藩軍から激しい砲撃が加えられた。桜庭祐橘隊は一隊を山上に登らせて上下から挟撃したため、山館村の久保田軍は撤退した。餌釣村や金谷村は焼き払われた。山王台近くで桜庭隊と向井蔵人隊は合流し、山王台の久保田軍と交戦したが、楢山佐渡が率いる本隊は扇田付近の残敵整理に手間取りなかなか渡河できずにいた。このとき、向井隊は援軍要請をしなければならないような状況であったため、日没後向井・桜庭隊は若干の兵力を山王台に残し、米代川の河原に引き上げた。楢山は、22日に楢山隊の渡河を待って三将一致して総攻撃に移る旨を伝達した。河原に引き上げた向井・桜庭隊は側面が深田のため死地にいることを危惧し夜襲を決意した。午前1～3時頃、全員軽装になって繰り出し、山王台で漆黒の中での戦闘が2刻ばかり続いた。その後、両軍発砲をやめ夜明けを待った。
向井・桜庭の2部隊600余名と楢山の応援隊約100名が、久保田側に対して布陣を敷く形となった。8月22日の朝5時過ぎ、一発の大砲を合図にして、全線で戦闘が開始された。最初、向井隊は合図を間違え、「進め」「退け」「撃て」「撃つな」などの相反する命令を立て続けに出した。内藤十湾（内藤湖南の父）は「もし兵法に心あれば、身方の勝利はおぼつかなし。敵の軍に拙きは身方の幸いなり」と記している。
久保田藩側で大館城東の根本源三郎隊と小林主鈴隊は、一時は長根山山麓まで盛岡藩兵を追撃したが、深追いしすぎて小林小隊長は伏兵の弾丸に倒れた。本道では根本順助隊を軸として攻勢をかけたが、盛岡藩軍の精鋭が挟撃の体制を取り、大勢は逆転されてしまった。二階堂鴻之進隊は本道隊を助けようと池内村まで進出したが、高場から打ち込まれ孤立していった。弘前藩の応援部隊である対馬寛左衛門隊は二階堂隊を助けようとしたが、これもかなわなかった。久保田側は次第に総崩れとなっていった。大館城城代の佐竹大和は城に退き、籠城を覚悟したが、根本順助に退城するように諫められ、午前8時前、城に火をかけて撤退した。盛岡藩兵の大館城一番乗りは午前9時前であった。盛岡藩の砲撃で破壊された大手門からは青木俊助等の昭武隊が、東門からは目付参謀の太田練八郎等が人やぐらをくみ、同時に乱入した。楢山佐渡は米代川の伏兵に阻まれ、山王台の陣地に到着したのは午前11時頃であった。
佐竹大和は沼館街道を通り、保滝沢を越え山田村を経て本道に入り、綴子村で防戦をしようとした。しかし、追いついて来た兵は100名も足りない。そこでさらに小繋村まで退き、荷上場村に本陣を置き、難所として名高いきみまち阪を防衛拠点とした。
この日、早口村にいた久保田藩の十二所軍は、応援のために岩瀬村まで進出したが、落城と聞き引き上げた。また、弘前藩は3隊170名の増派を決定、前夜のうちに出発させていたが、街道は大館からの避難民が増えるばかりで進撃は不可能と判断し、大館城まで伝令を急行させた。しかし、大館城落城の情報が入ると、部隊を撤退させた。
大館を占領した盛岡藩軍は徹底的な焦土戦を展開し、大館は猛火に包まれ、29軒を残して町は焼失した。楢山佐渡は正午ごろに大館へ入り、午後1時に大館の諸役を集め布告を行った。内容は慶応の年号を廃し、延寿元年と改め、新領主南部利剛の思召により今後3年間の租税を免じるというものであった。また、思召に逆く者があれば九族まで罪科に処するという内容も含まれていた。同じ内容は扇田村でも同時刻に布告された。占領地の諸道には南部領地の標木がいたるところに立てられた。
この日の久保田軍の戦死者は28名、負傷者は19名であった。また、盛岡軍の戦死者は2名、負傷者は2名であった。
23日、荷上場村の久保田軍本陣にやっと部隊が集結し、夕刻頃には300名の将兵が集結した。残りの兵隊も24日にはほぼ集合し再配置を行った。
盛岡軍は軍議をひらき、弘前藩を仲介として久保田藩との和平条約を結び、戦争を終結させようとした。23日、目付役の照井賢蔵を密かに碇ヶ関へ派遣し、以前「同じ奥羽の藩が干戈を交えるのは好ましくない。万一の場合その周旋の労はおしまない」との密使があった弘前藩家老・鳥谷森甚弥と連絡を取ろうとした。だが、鳥谷森は碇ヶ関に不在で和平交渉は失敗した。
24日、大館北部の長走村の盛岡軍に、弘前藩の使者が使いを出した。弘前藩が陣馬村に滞陣する意向を伝えたものである。盛岡藩でも弘前藩の対馬隊が戦闘に参加していたことを把握しており、この申し込みを奇異に感じたが、結局はこの申し入れを受け入れた。ただ、このことは後々新政府側が弘前藩への疑惑を深める原因になった。